# Romy Bühler
Romy Bühler (* 23. September 1994 in Zürich) ist eine Schweizer Eiskunstläuferin.

## Karriere
Bühler begann 1998 mit dem Eiskunstlaufen. Während ihrer Juniorenzeit lief sie für den SC Küsnacht auf. An ihren ersten Schweizer Meisterschaften zusammen mit der Elite 2009 in La Chaux-de-Fonds wurde sie Zweite hinter Nicole Graf und nahm im gleichen Jahr auch das erste Mal an den Juniorenweltmeisterschaften teil. In der nachfolgenden Saison wurde sie an den Schweizer Meisterschaften Dritte und erreichte an der Junioren-WM den dreizehnten Platz. Daneben startete sie bereits an einigen Wettbewerbe der Elite und erreichte dabei als beste Platzierung einen 5. Platz an der Mont Blanc Trophy. Im Januar 2011 konnte sie mit 16 Jahren an der Heim-EM in Bern als zweite Schweizer Läuferin neben Sarah Meier starten und wurde 16.
Nach einer Formkrise im Herbst 2011 wechselte nach achtjähriger Zusammenarbeit mit Linda van Troyen beim SC Küsnacht zum Winterthurer SC. Dort wurde sie von Eva Fehr, ehemalige Trainerin der Europameisterin Sarah Meier, sowie von Nicole Brüngger-Skoda und Patrick Meier betreut. Unter der neuen Führung wurde sie 2011 Schweizer Meisterin und qualifizierte sich für die Europa- und Weltmeisterschaften, wo sie Rang 20 respektive 23 erreichte.
2013 trat sie mit 18 Jahren zurück.

## Ergebnisse
| Event / Wintersaison        | 2008/09 | 2009/10 | 2010/11 | 2011/12 | 2012/13 |
| --------------------------- | ------- | ------- | ------- | ------- | ------- |
| Weltmeisterschaften         |         |         |         | 23      |         |
| Juniorenweltmeisterschaften | 27      | 13      | 14      |         |         |
| Europameisterschaften       |         |         | 16      | 20      |         |
| Schweizer Meisterschaften   | 2       | 3       | 2       | 1       | 6       |
| Challenge Cup               |         |         |         | 8       |         |
| Gardena                     |         |         | 7       |         |         |
| Merano Cup                  |         | 7       | 7       |         |         |
| Mont Blanc Trophy           |         | 5       |         |         |         |
| NRW Trophy                  |         |         |         |         | 24      |
| Triglav Trophy              |         | 12      |         |         |         |